# BookLive
株式会社BookLive（ブックライブ）は、トッパングループの電子書籍配信・出版会社。TOPPANホールディングス株式会社の連結子会社、カルチュア・コンビニエンス・クラブ株式会社と株式会社テレビ朝日の持分法適用会社。凸版印刷（後のTOPPANホールディングス）が1997年6月に実証実験として開始したデジタル出版コンテンツ販売サイト「BookPark」（のちの「ビットウェイブックス」）が起源であり、電子書籍ストア運営会社としては老舗である。

## 概要
トッパングループの電子書籍事業推進のため、2011年1月28日に株式会社ビットウェイ（旧社）を分社化する形で設立。2013年3月28日に株式会社ビットウェイ（旧社）を吸収した。
総合電子書籍ストア 「ブックライブ」等の運営と、電子書籍を読むためのアプリ・Webシステムの開発（電子書籍配信プラットフォーム事業）、オリジナル電子書籍の編集・配信を行っている。
個別課金型の電子書籍ストア「ブックライブ」と、月額課金でポイント制の電子コミック専門ストア「ブッコミ」（サービス開始時は、携帯電話向けコミックサイト「Handyブックショップ」・「まんが稲妻大革命」）が主力事業である。

## 沿革
当社の起源である凸版印刷のデジタルコンテンツ流通事業と、法人の前身であるビットウェイの電子書籍ストア事業についても記述する。

### 凸版印刷 デジタルコンテンツ流通事業
- 1997年6月 - 実証実験としてデジタル出版コンテンツ販売サイト「BookPark」（1998年2月に「コンテンツパラダイス」に改称）のサービスを開始[5]。
- 1999年7月15日 - パソコン向け有料コンテンツ流通サービス「Bitway」（のちの「クラブビットウェイ」）を開始[6][7]。
- 2000年3月 -「コンテンツパラダイス」と「ビットウェイ」を統合し、PC向け電子書籍販売サイト「ビットウェイブックス」を開始[5][8]。
- 2001年11月30日 - PDA向け有料コンテンツ流通サービス「@ir Bitway」を開始[9]。
- 2003年12月25日 - EZweb向け携帯コミック販売サイト「Handyブックショップ」（「ブッコミ」の前身）を開設[10]。同サイトは、世界初の携帯電話向け電子コミック販売サイトである[11]。なお「ブッコミ」では、この日をサービス開始の日としている。
- 2004年
  - 6月21日 - iモード向け携帯コミック販売サイト「まんが稲妻大革命」（ブッコミの前身）を開設[12]。
  - 12月15日 - Vodafone live!（現在のYahoo!ケータイ）向け携帯コミック販売サイト「Handyブックショップ」を開設[13]。
- 2005年9月29日 - EZweb向け総合書店サイト「Handyブックショップ」をコミック、写真集、書籍の3つのジャンルに分割し、携帯EZweb向けコミック配信サイト「Handyコミック」・EZweb向け写真集配信サイト「Handy写真集」・EZweb向け電子書籍配信サイト「Handyブックショップ」にリニューアル[14]。

### ビットウェイ 電子書籍ストア事業
- 2005年10月3日 - 社内ベンチャーとして凸版印刷のデジタルコンテンツ流通事業を分社化し、株式会社ビットウェイを設立[15]。
- 2006年
  - 3月27日 - パソコン向けの電子書籍配信サイト「ビットウェイコミックス」（2013年3月終了）を開設[16]。
  - 6月 - NTTドコモ向けの「まんが稲妻大革命」、KDDI向けの「Handyコミック」、ボーダフォン向けの「Handyブックショップ」を「Handyコミック」に統一[17]。
  - 8月 - 電子書籍の出版取次を開始[18]。
- 2010年10月18日 - 携帯電話向け電子書籍配信サイト「Handyブックショップ」を、携帯電話向け電子書籍販売サイト「Handyブックス」（2013年3月終了）に統合[19]。
- 2011年1月28日 - 子会社として、株式会社BookLiveを設立[20][21]
- 2013年3月28日 - 新設分割・吸収合併により、BtoC事業（電子書籍ストア事業）や株式会社ビットウェイ（旧社）の法人格を株式会社BookLiveが吸収し、出版取次事業は株式会社ビットウェイ（新社）に譲渡[22]。

### BookLive
- 2011年
  - 1月28日 - 株式会社ビットウェイの子会社として、株式会社BookLiveを設立。
  - 2月17日 - 電子書籍ストア「BookLive!」を開設[23]。
  - 4月4日 - 決済手段にBitCashに続きWebMoneyを導入
  - 4月5日 - NTTドコモ「Optimus Pad L-06C」（LGE製）内「LGWorld」へ電子書籍アプリケーション「BookLive!Reader for LG」を配信開始[24]
  - 4月21日 - 株式会社東芝との協業により、東芝の運営する「東芝プレイス」内に電子書籍ストア「Book Place powered by BookLive!（後のBookLive! for Toshiba）」を開設[25][26]
  - 4月22日 - 株式会社ムーブ編集のオリジナル文芸誌「GEN-SAKU!」を創刊[27]。
  - 7月 - 電子雑誌有料配信および定期購読サービスを開始[28]。
  - 9月 - Windows Phone 7.5向けに初の電子書籍サービスを開始。
  - 10月 - iOSに対応し、iPhone及びiPadで利用が可能となる。
  - 10月 - 「ソフトバンクまとめて支払い」に対応
  - 11月 - 月額ポイント制コースを開始。
  - 11月 - オリジナル月刊デジタルコミック誌「ムチューコミック」シリーズをプレ創刊[29]。
  - 12月 - 三省堂書店との戦略的パートナーシップ構築を発表。
  - 12月 - 株式会社はちどりとBookLive!限定配信少女コミック誌「月刊コミックフリル」を創刊 [30]。
  - 12月 - 「auかんたん決済」に対応
- 2012年
  - 1月11日 - オリジナル電子マンガ雑誌「ムチューコミックドライブ」を創刊[31]
  - 1月20日 - 大人の女性向け電子マンガ雑誌「ムチューコミックミント」を創刊 [32]。
  - 1月 - 株式会社バラエティ・アートワークスのオリジナル・ビジネスコミックシリーズ「まんがで学ぶ 成功企業の仕事術」をBookLive限定で配信開始。
  - 3月 - EPUB形式でのマンガ配信開始
  - 3月 - 「ドコモ ケータイ払い」に対応
  - 3月 - 第三者割当増資を実施し、三井物産、日本政策投資銀行、東芝、NECと資本提携[33]。
  - 4月 - 三省堂書店との協業施策として「クラブ三省堂」とのポイント連携サービス、紙・電子書籍の一元管理ソーシャル本棚「読むコレ」サービスの提供開始[34]。
  - 4月27日 -  男性・青年コミック誌「ComicLive!（コミックライブ！）」と少年コミック誌「COMIC LIVE! 別冊DRIVE」を創刊。
  - 5月11日 -  少年コミック誌「COMIC LIVE! DRIVE」とオトナの女性向けコミック誌「COMIC LIVE! COCOA」をリニューアル創刊[35]。
  - 8月 - 三省堂書店にて、店頭での電子書籍販売を開始する（当初は有楽町店のみ実施）。
  - 12月10日
    - 電子書籍端末「BookLive!Reader Lideo（リディオ）」を発売[36]。
    - 国内初の電子書籍専用プリペイドカード「BookLive!プリペイドカード」を発行、三省堂書店の全国30店舗にて、順次販売開始。
- 2013年
  - 2月7日 - 電子書籍ストア「BookLive!」の開設日である2月17日が、「電子書籍の日」として 日本記念日協会に認定される[37]。
  - 3月 - アフィリエイトプログラムをスタート。
  - 3月28日 - 株式会社ビットウェイ（旧社）を吸収合併し、ビットウェイのHandyコミック事業とオリジナルコミック制作部門を継承。凸版印刷の子会社となる[22]。
  - 3月25日 - BOOK☆WALKERとの本棚連携を開始。
  - 10月 - 中国のポータルサイト「網易（NetEase）」にスマートフォン向けコミックビューアソリューションの提供を開始。
  - 11月 - 中国の騰訊控股(テンセント)にコミック作品を提供開始。
  - 12月 - クーポン機能のサービスを開始する[38]。
  - 12月20日 - スマホ、タブレットのカメラ機能を利用して、書籍情報取得や購入ができる「ヨミCam」を発表[39]。
  - 12月24日 - 中国の日本マンガ専門配信サイト「易動漫（イードウマン）」にPC向けコミック作品を提供開始。
- 2014年
  - 1月 - 中国のSNSサービス「豆瓣（ドウバン）」にコミック配信を開始。
  - 4月 - 法人向け電子コミック・イラスト制作サービスを本格稼働し、「BookLive Artstudio」を開設[40]。
  - 4月10日 -　総合カフェ「自遊空間」とのサービス連携を開始。
  - 4月24日 - 中国アリババ・グループが展開するショッピングサイト淘宝網が運営する電子書籍書店「淘宝閲読」へPC・スマートフォン向けコミック作品を提供開始。
  - 6月6日 - TL誌「極上ハニラブ」創刊
  - 6月16日 - 日本出版インフラセンター（JPO ）が進める「リアル書店における電子書籍販売実証事業」に参画。
  - 6月18日 - 期間限定にすることで電子書籍が割安に読める新サービス「2days」を開始。
  - 6月30日 - カルチュア・コンビニエンス・クラブとの戦略的パートナーシップを発表[41]。
  - 7月 - iPhone/iPadユーザー向け新アプリ「Liveコミック」をリリース[42][43]。
  - 12月1日 - BookLive!にてTポイントサービスを開始[44]。
  - 12月1日 - 全国のTSUTAYA店頭で書籍を購入すると電子書籍が無料で読める「Airbook」を開始[45]
- 2015年
  - 3月 - 電子マネー「楽天Edy」、「モバイルSuica」の決済に対応。
  - 3月 - 凸版印刷運営する電子チラシサービス「Shufoo!」と連携し、新コンテンツ「Shufoo!マンガ」の配信開始。
  - 3月24日 - 本にまつわる情報サイト「ぶくまる」を正式オープン[46]。
  - 5月 - ANA国際線の機内シートモニターで電子書籍が読めるサービス開始。
  - 5月 - 「マンガ無料連載」サービス開始
  - 7月7日 - 性典系コミック雑誌「アナンガ・ランガ」創刊
  - 12月 - ボーイズラブ漫画雑誌「シガリロ」創刊
- 2016年
  - 2月29日 - マンガアプリ「マンガきゅんと」サービス開始[47]。
  - 4月1日 - 携帯小説投稿サイト「トルタ」を開設[48]
  - 4月20日 - スマートフォン向けの家族用写真・動画共有アプリ「リコネ」をリリース[49]。
  - 7月22日 - マンガアプリ「マンガDASH」サービス開始[50]。
  - 11月 - データ分析サービスを手掛ける株式会社白ヤギコーポレーションと資本・業務提携し持分法適用関連会社化[51]。
  - 12月2日 -  一般マンガレーベル「NINO（ニノ）」配信開始[52]。
  - 12月27日 - 無料マンガ「マンガきゅんとplus」サービス開始[53]。
- 2017年
  - 1月 - 作品の予約サービス開始。
  - 3月31日 - 自社コンテンツ事業強化を目的として、株式会社アプリックスからアプリックスIPパブリッシング株式会社（現・フレックスコミックス株式会社）、フレックスコミックス株式会社の全株式を取得し、子会社化[54]。
  - 7月 - こじらせ恋愛レーベル「ズレット！」配信開始
  - 11月 - 創作系個人誌配信専門出版社「ブリック出版」を設立。
- 2018年
  - 2月 - iOS版マンガアプリ「コミック コンテナ」をリリース[55]。
  - 3月 - 「ハンディコミック」が「BookLive!コミック」に名称変更[55]
  - 7月 - 紙単行本の発行を開始[56]
- 2019年
  - 6月 - 紙と電子の連携サービス「Airbook」サービスを全国のファミリーマート店舗にてスタート[57]。
  - 7月 - 電子書籍ストア「BookLive!」が縦スクロール閲覧に対応[58]。
  - 10月 - 株式会社パルミーを子会社化[59]
  - 11月 - 総合電子書籍ストア「BookLive!」で、秋田書店の人気青年マンガ誌「ヤングチャンピオン」とタイアップした特設ページ『ヤンチャンLive!（ライブ）』を開始[60]
- 2020年
  - 2月 - 株式会社秋水社の協力を得て、女性向けマンガレーベル「オトナ恋」配信開始[61]
  - 10月 - JR東日本のコンテンツ配信サービス「noricon（ノリコン）」に期間限定で、コンテンツの提供を開始[62]。
  - 11月 - グループ会社であるフレックスコミックスと協業し、異世界ファンタジーのコミカライズ作品を中心とする新レーベル「COMICアーク」を創刊[63]。
- 2021年
  - 1月 - 総合電子書籍ストア「BookLive!」の名称を、カタカナ表記の「ブックライブ」に変更。
  - 3月 - 2003年から提供されていたフィーチャーフォン向けの電子書籍ストア「Handyコミック」がサービス終了[64]。
  - 10月 - 男性キャラクター同士の物語に”萌えたい”女性をターゲットにした雑誌『キミトワ』を創刊[65]。
  - 11月 - オリジナルマンガの出版者名称を「NINO」から「ライブコミックス」へ変更し、男性向けの「COMICアンブル」と女性向けの「COMICエトワール」のレーベルを設立[66]
- 2022年
  - 2月
    - カルチュア・エンタテインメント株式会社と資本業務提携[67]
    - クリエイター向けプラットフォーム「Xfolio（クロスフォリオ）」をローンチ[68]

  - 4月 
    - 「ライブコミックス」のオリジナルコミック作品『花嫁未満エスケープ』（小川まるに）を原作とする実写ドラマがテレビ東京系で放送[69]
    - 株式会社アクセルエンターメディアと資本業務提携
    - YouTubeチャンネル「マンガガ by ブックライブ」を開設[70]

  - 5月 - マンガアプリ「ブックライブ fun（ブックライブ ファン）」  のiOS版を提供開始[71]
  - 8月 - 株式会社ツインエンジンと資本業務提携[72]
  - 12月 -  「BookLive!コミック」 から 「ブッコミ」へサービス名称変更
- 2023年
  - 2月 -  BookLiveの創作系個人誌専門「ブリック出版」より、個人作家向け電子書籍配信取次システム「BLIC（ブリック）」を公式リリース[73]
  - 2月 -  デジタル職人株式会社を子会社化
  - 3月 - 株式会社NOKIDから縦スクロールマンガ制作会社である株式会社NOKID WEBTOONの全株式を取得し、子会社化。株式会社NOKID WEBTOONを株式会社C-Routeに社名変更[74]。
  - 3月 - NFTマーケットプレイス「memoria」を運営する株式会社メモリアの株式を取得し、子会社化[75]
  - 4月 - 第三者割当増資を実施し、株式会社テレビ朝日と資本提携[76]
  - 4月 - 総合電子書籍ストア「ブックライブ」が縦スクロールに特化した「タテヨミマンガ」の閲覧に対応[77]
  - 10月 - BL（ボーイズラブ）のコミックレーベル「COMICアスティル」を創刊[78]
- 2024年
  - 3月 - クリエイター向け総合プラットフォームサービス「Xfolio」にて、購入者からの注文に応じて、クリエイターがデザインしたオリジナルグッズの制作と発送を代行する「オンデマンド販売」機能をリリース[79]
  - 4月 - 東急プラザ原宿 「ハラカド」3階内に初のリアル店舗「OSHI BASE Harajuku」をオープン[80]
  - 9月 - クリエイター向け総合プラットフォームサービス「Xfolio」のサービスに、個人作家のための電子書籍配信サービス「ブリック出版」を統合し新たに「クロスフォリオ出版」を設立[81]
- 2025年
  - 3月 - オープンソースの分散型SNSプラットフォーム「Misskey」を開発しているMisskey Projectにスポンサードし、クリエイター向け総合プラットフォームサービス「Xfolio」にて、クロスフォリオ専用SNS「Xissmie（キスミー）」をリリース[82]
  - 5月 - グループ会社株式会社C-Routeが開発したPCゲーム『THREAT -SCREAM AND ESCAPE-（スレット -スクリーム・アンド・エスケープ）』を、Steamにて配信開始[83]
  - 5月 - 本社オフィスを東京都港区芝浦4-2-8 三田ファーストビル11Fに移転[84]
  - 6月 - 東急プラザ原宿 「ハラカド」4階内にK-POP総合デパート「D'PARTMENT（ディパートメント）」をオープン[85]

## 電子書籍ストア事業

### ブックライブ
個別課金型の電子書籍ストア。2011年2月17日開設。配信コンテンツは、小説やコミック・実用書・雑誌・写真集など81万冊以上を取り揃え、2019年9月時点で国内最大級の規模を誇る。サイト名は英語表記の「BookLive!」が使用されていたが、2021年1月半ばにカタカナ表記の「ブックライブ」に改められた。

### ブッコミ
月額課金でポイント制の電子コミックストア。2003年12月25日に、世界初の携帯電話向け電子コミック販売サイト「Handyブックショップ」（EZweb向け）としてサービス開始。2004年にNTTドコモ、ソフトバンクモバイル（開始時は、ボーダフォン）で開始。2006年6月「Handyコミック」にサービス名を統一。2018年3月15日に「ハンディコミック」から「BookLive!コミック」（略称：ブッコミ）へ変更され。2022年12月12日に現サービス名に変更された。
配信コンテンツは、漫画のみ。コンテンツは専用ソフト・専用アプリのほか、ウェブブラザからも閲覧できる。Android/iOS搭載のスマートフォン・タブレット、WindowsPCに対応している。

## コミック制作・出版事業
コミック制作・出版事業としてオールジャンルのオリジナルコミックの制作、出版を行っている。

### ライブコミックス
BookLiveのオリジナルマンガの出版者名。旧出版者名称はNINO
- COMICエトワール - 「エトワール編集部」「グルナ編集部」「キミトワ編集部」の3つの編集部を持つ女性向けレーベル
- COMICアンブル - 男性向けレーベル
- COMICアスティル - ボーイズラブコミックレーベル
- ズレット！ - こじらせ恋愛レーベル。刊行終了。
- オトナ恋 - 女性向けマンガレーベル。刊行終了。
- まんがで学ぶ 成功企業の仕事術 - 大人向けビジネスコミック。刊行終了。

#### KATTS WORKS
かなり刺激的電子コミックを扱う部門。紙のコミックスは自社・子会社ではなく、他社から発売している。

##### KATTS
BookLiveのオリジナルコンテンツの出版者名
- 極上ハニラブ - ティーンズラブマンガのレーベル。
  - 極上ハニラブ - ティーンズラブコミック誌。
- アナンガ・ランガ  - アダルトマンガのレーベル。
  - アナンガ・ランガ  - 成人男性向けコミック誌。
- 愛玩☆実験室  - アダルトマンガのレーベル。刊行終了。
- グラドル☆実験室  - グラビア写真集のレーベル。刊行終了。

##### シガリロ
BookLiveのオリジナルマンガの出版者名
- シガリロ - BLマンガのレーベル。

### フレックスコミックス
BookLiveグループの漫画出版社。「邪神ちゃんドロップキック」などWebコミック発の作品を多数出版している。
BookLive発行の紙コミックスの発売も行っている。

### クロスフォリオ出版
個人作家のための電子書籍配信サービス。個人作家を支援する電子書籍化配信サービスで、個人創作の同人誌や電子書籍化されていない商業作品を電子書籍化し各電子書籍ストアへ販売代行している。旧出版者名称はブリック出版
- BLIC - 一般向け作品。
- BLIC-BL - ボーイズラブ作品。
- BLIC-GL - ガールズズラブ作品。
- BLIC-ERO - アダルト作品。
- COMIC PULF（コミックパルフ） - オリジナル漫画レーベル
- とらコミ - とらのあなのグループ企業ツクルノモリ株式会社がフルカラー化した同人作品を電子書籍配信するレーベル[94]

### 過去のレーベル

#### COMIC LIVE! プロジェクト
BookLiveのオリジナルマンガの出版者名。
- COMIC LIVE! COMICS  - 少年向けコミック誌「ComicLive!Drive」（旧 ムチューコミック・ムチューコミック Drive）・女性向けコミック誌「ComicLive!COCOA」（旧 ムチューコミック mint）掲載作品のレーベル。刊行終了。

#### qap
BookLiveのオリジナルマンガの出版者名
- qap comics - 青年マンガ・アダルトマンガのレーベル。刊行終了。
- キミ恋☆Berry - 女性マンガのレーベル。刊行終了。

#### 配信終了した電子雑誌
- GEN-SAKU! - 文芸誌。配信終了。
- ComicLive! - 男性・青年コミック誌。毎月第4金曜日刊行。
- ComicLive! 別冊Drive - メディアミックス系少年コミック誌。
- ムチューコミック → ムチューコミック Drive → ComicLive! Drive - 少年コミック誌。
- ムチューコミック mint → ComicLive! COCOA - 成人女性向けコミック誌。
- キミトワ - 一般向けボーイズラブコミック誌。
- シガリロ - ボーイズラブコミック誌。

## ライツ事業
BookLiveグループのIPを活用し、映像化やグッズ販売などのメディアミックスや海外展開などを行っている。
- OSHI BASE Harajuku - 商業施設「ハラカド」内にあるリアル店舗。物販スペースとイベント・ギャラリースペースの2区画で構成されている[80]。

## コミュニティ事業

### Xfolio
コミュニティ事業として、ポートフォリオとデジタル販売、自家通販とファンコミュニティが一つになった、クリエイター向け総合プラットフォームサービスXfolio（クロスフォリオ）を展開している。
クリエイター向けに自身の作品（イラスト・マンガ・小説）を自由度の高いページ構成で発表・公開するポートフォリオ機能、自家通販（グッズや同人誌などのリアル商品販売）・オンデマンド販売（デザインしたオリジナルグッズの代行販売）・ダウンロード販売などの商品を販売できるショップ機能、月額制のファンコミュニティを開設できるファンコミュニティ機能、作品の原寸大ファイルを販売する原寸大ダウンロード機能、有料作品機能、閲覧数に応じて広告収益が分配される広告収益還元機能を提供している。

### パルミー
グループ会社・株式会社パルミーが展開するクリエイター向けオンライン学習支援サービス。

## その他事業
- Airbook - 対象店舗でVポイントが貯まるカードを提示して対象商品を購入すると、ブックライブでデジタル版が無料で閲覧できるサービス
- ブックライブと三省堂書店の連携サービス - 三省堂書店で対象商品を購入するとブックライブでデジタル版が無料で閲覧できるサービス「デジプラス」、ブックライブでの電子書籍購入にクラブ三省堂ポイントが貯まるクラブ三省堂IDとの連携サービス、ブックライブでの電子書籍購入の支払いが三省堂書店できる店頭決済サービスを提供

## BookLive!Reader Lideo
BookLiveが販売していた電子書籍専用端末。NEC製。
2012年（平成24年）7月に開催された第16回国際電子出版EXPO（東京ビッグサイト）で参考出品され、同年12月10日に「Lideo（リディオ）」 の名称で発売された。
メインターゲットを中高年層に定め、本は読むものの電子機器は苦手とする者が「箱から出してすぐ使える」端末として開発された。「本」としての販売を前提としているため、提携している三省堂書店や全国の書店店頭で販売される一方で、家電量販店などでは販売していない。2016年5月8日に書店店頭での販売を終了。
WiMAXと無線LANを利用して通信料なしで電子書籍コンテンツを購入・ダウンロードができるのが特徴
。
2018年5月31日をもって、BookLive!Reader Lideo保証期間外修理対応終了及び付属品の供給終了。
2020年6月30日をもって、閲覧を含む全てのサービスを終了。
|                  | 仕様                                    |
| ---------------- | --------------------------------------- |
| サイズ           | 110mm（幅）×165mm（高さ）×9.4mm（奥行） |
| 重さ             | 170g                                    |
| ディスプレイ     | 6型電子ペーパー（解像度600×800）        |
| タッチパネル     | 赤外線センサ方式                        |
| バッテリー       | 内蔵型リチウムイオン充電池              |
| 充電方法         | ACアダプタ使用                          |
| 内蔵メモリ       | 4GB                                     |
| 保存可能冊数     | 書籍約3000冊 （書籍1冊＝1MBで算出）     |
| 対応フォーマット | XMDP / .book / ePUB                     |
| 通信方式         | WiMAX / 無線LAN                         |

## 関連会社

### 連結子会社
- フレックスコミックス株式会社 - 漫画コンテンツの制作・配信・単行本の出版、Webコミック「COMICメテオ」「COMICポラリス」「COMICアーク」の運営
- デジタル職人株式会社 - マンガ制作、マンガ制作スタジオ、Webtoon制作スタジオ、シナリオ制作、電子書籍制作、タテヨミコミック制作、ページ漫画化、マンガカラーリング、コミックローカライズ、マンガ動画制作、イラスト制作、アニメーション制作、3DCG制作、VTuber企画・制作・運用、Web制作、デザイン制作の業務を行うデジタルコンテンツ制作会社
- 株式会社C-Route - Webtoon（縦スクロールのマンガ）の企画及び制作、IP創出事業
- 株式会社パルミー - オンラインお絵かき教室「パルミー」とオンラインWEBデザイン講座「rimomo（リモモ）」の運営
- 株式会社メモリア - ブランディング型NFTマーケットプレイス「memoria（メモリア）」の運営、新規事業及びブロックチェーン関連の企画・開発・運営

### その他関連会社
- 株式会社白ヤギコーポレーション - ビッグデータ解析、自然言語処理、機械学習を軸としたサービスの作成・運用